# Алатопетра
Алатопетра или Туз (на гръцки: Αλατόπετρα; до 1927 година: Τούζι, Тузи) е село в Република Гърция, дем Гревена, област Западна Македония.

## География
Селото е разположено на 940 m надморска височина, на 30-ина km западно от град Гревена, от дясната страна по горното течение на река Венетико, в източното подножие на планината Пинд.

## История

### В Османската империя
В края на ХІХ век Туз е гъркоезично село в западната част на Гребенската каза на Османската империя. Според статистиката на Васил Кънчов през 1900 година Тузъ (Тосъ) е населено със 125 валахади (гъркоезични мюсюлмани).
Основната селска църква „Свети Пантелеймон“ е издигната през 1880 година.
В района на селото има четири други църкви, включително „Свети Георги“ край селото, построена на мястото на стар храм, от който са оцелели надписи, и „Света Параскева“, издигнат на границата със съседното село Полинери.
На Етнографската карта на Битолския вилает на Картографския институт в София от 1901 година Туз е чисто помашко (гръцко мохамеданско) село в Гревенската каза на Серфидженския санджак с 16 къщи.
Според статистика на Серфидженския санджак на гръцкото консулство в Еласона от 1904 година в Тузи (Τούζι), Гревенска каза, живеят 140 гърци елинофони християни.

### В Гърция
През Балканската война в 1912 година в селото влизат гръцки части и след Междусъюзническата в 1913 година Туз остава в Гърция.
През 1927 година името на селището е сменено на Алатопетра.
Населението произвежда жито, тютюн и други земеделски култури, като частично се занимава и със скотовъдство.
Големият годишен тридневен селски събор съвпада с храмовите празници на църквите „Света Параскева“ и „Свети Пантелеймон“. През първата седмица на юли културният силогос на селото организира друго празненство.
| Година    | 1913 | 1920 | 1928 | 1940 | 1951 | 1961 | 1971 | 1981 | 1991 | 2001 | 2011 | 2021 |
| --------- | ---- | ---- | ---- | ---- | ---- | ---- | ---- | ---- | ---- | ---- | ---- | ---- |
| Население | 240  | 210  | 235  | 286  | 113  | 143  | 86   | 112  | 130  | 140  | 76   | 48   |